# Turismo inclusivo
O turismo inclusivo é facilitar o acesso de pessoas com qualquer  tipo de deficiência ou necessidade especial a visita a locais turísticos como museus, parques, praias, etc. com conforto e segurança. Também o acesso a instalações de lazer como hotéis, pousadas ou qualquer local onde possam realizar a sua estadia é considerado turismo inclusivo.

## Exemplos
Exemplos de pessoas que podem se beneficiar do turismo inclusivo são:
- Pessoas em cadeiras de rodas;
- Surdos e mudos;
- Pessoas impossibilitadas de movimentos.
- Cegos